# 해안선 (대만)
해안선(海岸線)은 대만 먀오리현 주난진의 주난역에서 타이중항역을 지나, 장화현 장화시의 장화역에 이르는 대만 철로 관리국의 철도노선이다.
대만 철로관리국의 서부간선의 일부로서 건설되었으며, 통칭은 해선(海線)이다. 실제 운행 형태는 종관선을 참조.

## 역사

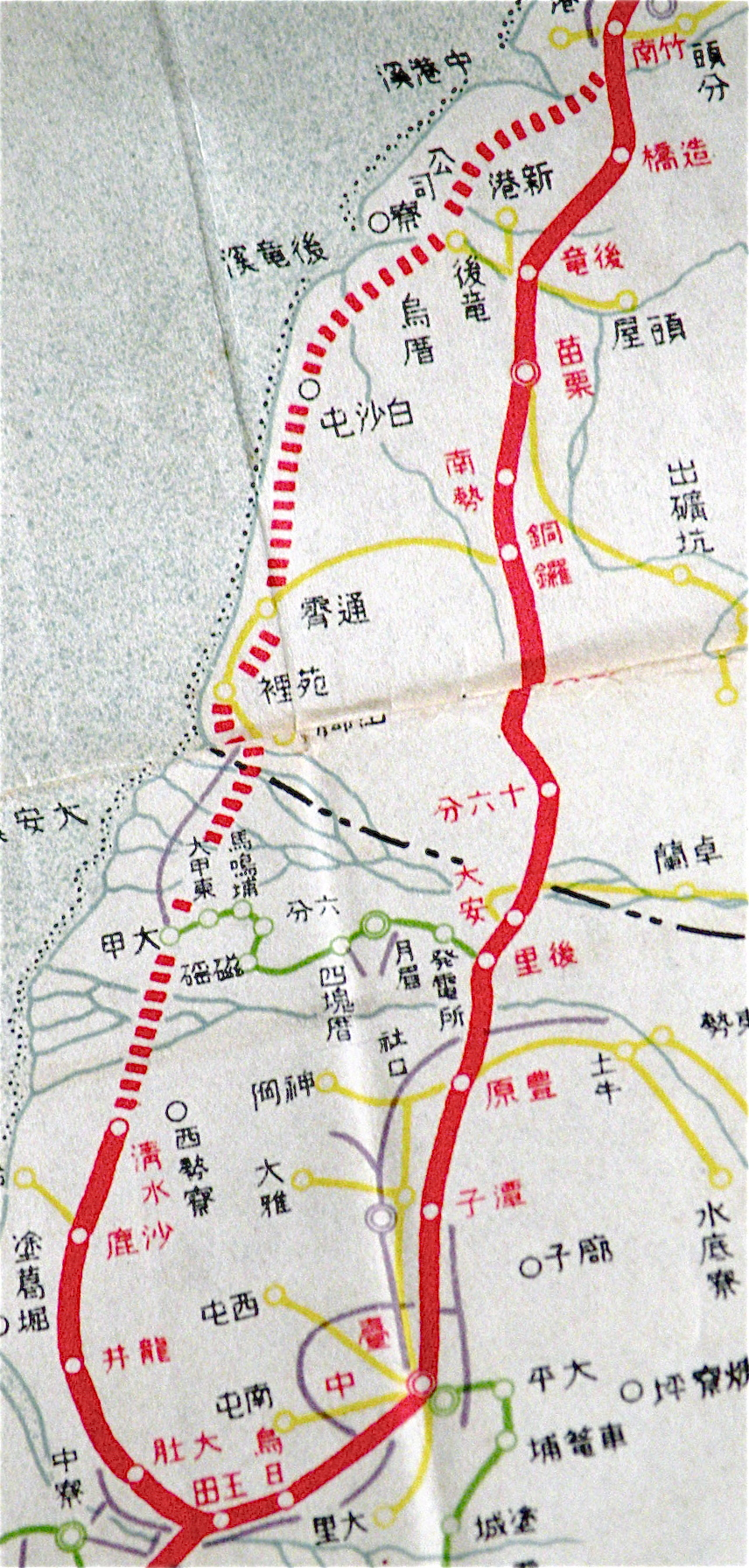
1920년의 해안선 지도

대만총독부에 의해 대만 종관철도가 계획되었을 때에, 산선과 해선쌍방이 비교된 결과, 타이중시를 경유하는 산선쪽이 여객 및 화물의 운수 수요가 큰 것, 유사시에 함포사격에 의한 피해를 방지할 수 있는 관점에서 산선(현재의 타이중선)이 건설되었다.
대만 농작물의 수출량이 증가해 수송량의 증대가 요구되면서 산간부를 가르는 산선에서는 기관차의 능력부족도 있어서 수송 개수의 증대가 불가능이 되고, 많은 화물이 역에 산적된 "체화 사건(滯貨事件)"이 발생하는 것에 이르렀다. 1919년, 타이완 총독 아카시 모토지로(明石元二郎)는 산선연선의 보수 세력을 누름해 선의 건설에 의한 수송량 증대에 착수했다.
1920년 12월 15일, 산선의 왕톈 역(현 청궁 역)에서 칭수이까지, 통칭 왕톈 지선(현재는 일부가 청주이선)이 개통했으며, 1922년 10월 11일에 해선이 완공했다. 그와 동시에 종관 선의 일부에 편입, 주이펀 역을 설치, 장화 역까지의 직통운행을 하도록 하고, 화물열차가 산간부의 타이중시을 경유할 필요가 없어지고, 타이완의 남북수송이 대폭으로 개선되었다.

## 운행 형태
- 구간차(區間車)
  - 주난 진, 허우룽 진, 퉁샤오 진, 다자 구, 장화 시를 중심으로 왕복
  - 하루 9개는 청주이 선을 경유해 타이중 선으로 직통 운전
- 대호쾌차(중국어판)

## 차량
- 자강호
- 거광호
- 구간차, 구간쾌차

## 역 목록
| 118 | 주난             | 竹南         | Zhunan                  | 종관선 북쪽 타이중 선 |
| 119 | 탄원             | 談文         | Tanwen                  |                       |
| --- | 탄원 남 신호기   | 談文南號誌   | Baishatun North Signal  |                       |
| 120 | 다산             | 大山         | Dashan                  |                       |
| 121 | 허우룽           | 後龍         | Houlong                 |                       |
| 122 | 룽강             | 龍港         | Longgang                |                       |
| 123 | 바이사툰         | 白沙屯       | Baishatun               |                       |
| 124 | 신푸             | 新埔         | Xinpu                   |                       |
| 125 | 퉁샤오           | 通霄         | Tongxiao                |                       |
| 126 | 위안리           | 苑裡         | Yuanli                  |                       |
| 127 | 르난             | 日南         | Rinan                   |                       |
| 128 | 다자             | 大甲         | Dajia                   |                       |
| 129 | 타이중항         | 台中港       | Taichung Port           | 타이중항 선           |
| 130 | 칭수이           | 清水         | Qingshui                |                       |
| 131 | 사루             | 沙鹿         | Shalu                   |                       |
| 132 | 룽징             | 龍井         | Longjing                |                       |
| 133 | 다두             | 大肚         | Dadu                    |                       |
| 134 | 주이펀           | 追分         | Zhuifen                 | 청주이 선             |
| --- | 다두시 남 신호기 | 大肚溪南號誌 | Dadu River South Signal |                       |
| 149 | 장화             | 彰化         | Changhua                | 종관선 남쪽 타이중 선 |

## 같이 보기
- 타이완의 철도
- 타이완 철로관리국